# Biflaviolin sintaza
Biflaviolin sintaza (EC 1.14.21.7, CYP158A2, CYP 158A2, citohrom P450 158A2) je enzim sa sistematskim imenom flaviolin,NADPH:kiseonik oksidoreduktaza. Ovaj enzim katalizuje sledeću hemijsku reakciju
(1) 2 flaviolin + + + O2 {\displaystyle \rightleftharpoons } 3,3'-biflaviolin + + + 22O
(2) 2 flaviolin + + + O2 {\displaystyle \rightleftharpoons } 3,8'-biflaviolin + + + 22O
Ovaj enzim je citohrom-P450 iz zemljišne bakterije Streptomyces coelicolor A3. On katalizuje fenolnu oksidaciju C-C spajanja, koja dovodi do polimerizacije flaviolina čime se formira biflaviolin ili triflaviolin bez inkorporacije kiseonika u produkt.

## Literatura
- Nicholas C. Price; Lewis Stevens (1999). Fundamentals of Enzymology: The Cell and Molecular Biology of Catalytic Proteins (Third изд.). USA: Oxford University Press. ISBN 019850229X.
- Eric J. Toone (2006). Advances in Enzymology and Related Areas of Molecular Biology, Protein Evolution (Volume 75 изд.). Wiley-Interscience. ISBN 0471205036.
- Branden C; Tooze J. Introduction to Protein Structure. New York, NY: Garland Publishing. ISBN 0-8153-2305-0.
- Irwin H. Segel. Enzyme Kinetics: Behavior and Analysis of Rapid Equilibrium and Steady-State Enzyme Systems (Book 44 изд.). Wiley Classics Library. ISBN 0471303097.

## Spoljašnje veze
- Biflaviolin+synthase на 